# Pellegrinaggio mariano di Neviges

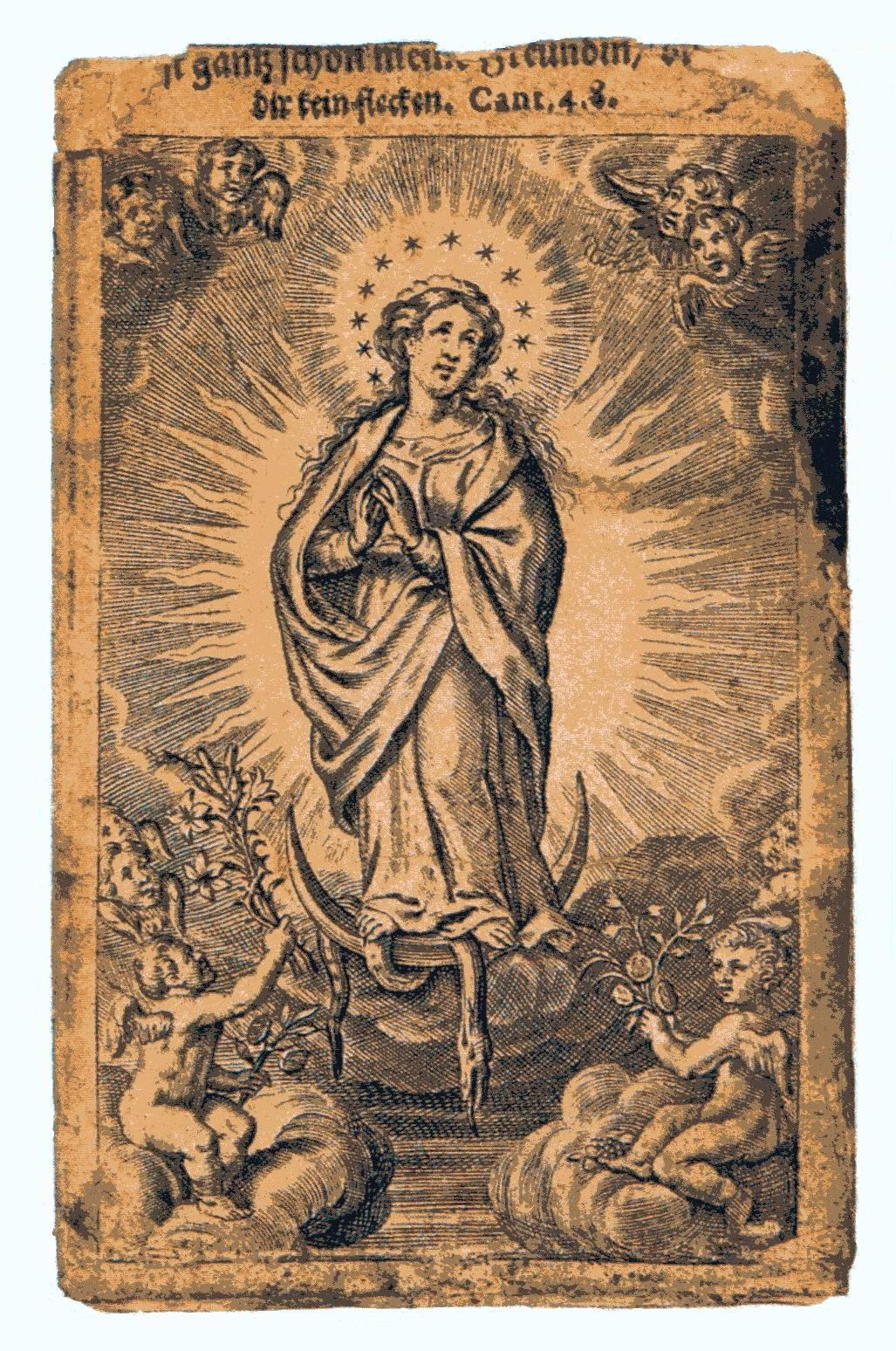
Immagine della grazia di Neviges

Il pellegrinaggio mariano di Neviges è un pellegrinaggio cattolico che si svolge in Germania, per venerare l'immagine miracolosa dell'Immacolata Concezione risalente al 1681. La principale chiesa di pellegrinaggio, dedicata a Maria Regina della Pace, è stata progettata da Gottfried Böhm.

## Immagine miracolosa
Nel settembre del 1680, nel monastero di Dorsten, il francescano Antonius Schirley stava pregando davanti all'immagine dell'Immacolata Concezione quando sentì una voce con il messaggio: "Portatemi all'Hardenberg, lì sarò venerato". Nelle due notti seguenti ebbe altre due audizioni. In primo luogo, fu incaricato di contattare i francescani di Neviges e dire loro che un principe stava affrontando una malattia dalla quale poteva guarire solo facendo un voto e sostenendo la costruzione del monastero. La notte seguente ricevette l'ordine di iniziare una novena e di celebrare la Santa Messa il sabato per nove settimane "in ringraziamento alla mia Immacolata Concezione".
Infatti, il principe vescovo di Paderborn e Münster, Ferdinand von Fürstenberg, che si era ammalato, guarì dopo aver preso i voti. Con il suo aiuto fu posta la prima pietra del monastero. Il 25 ottobre ebbe luogo il primo pellegrinaggio a Neviges, al quale parteciparono il principe vescovo, l'abate di Werden e il pio sovrano duca Jan Wellem.

## Storia del pellegrinaggio
Il pellegrinaggio all'immagine della grazia nella cappella di Sant'Anna sull'Hardenberg a Neviges, fondata nel 1681, ebbe un tale successo che fu necessario costruire una chiesa più grande al posto della precedente. Fu consacrata il 29 giugno 1728 e porta il patrocino "Immacolata Concezione". Servì come chiesa conventuale del convento francescano costruito nel 1683 fino alla sua dissoluzione nel 2020.
La chiesa del monastero francescano è un edificio ad una sola navata in stile gotico. Una semplice torretta di colmo sostituisce il campanile, come era consuetudine nelle chiese mendicanti medievali. Gli altari sono in stile barocco, uno è l'ex altare della grazia. Il dipinto dell'Assunzione di Maria è opera del veneziano Jacopo Palma il Giovane.
Dal 1942 al 1969, il cardinale Josef Frings ha promosso il pellegrinaggio. Durante il suo periodo come arcivescovo di Colonia, la chiesa di pellegrinaggio Maria, Königin des Friedens fu costruita dal 1966 al 1968 secondo un progetto dell'architetto Gottfried Böhm, morto nel 2021.[5][6] Il cardinale Karol Wojtyła visitò il "Mariendom" il 23 settembre 1978 con i vescovi tedeschi e polacchi sotto la guida del primate cardinale Wyszyński e del cardinale Höffner, 23 giorni prima che Wojtyła fosse eletto papa Giovanni Paolo II. Nel 1981 si è potuto celebrare il 300º anniversario del pellegrinaggio.
Dopo che la Provincia francescana tedesca aveva rinunciato al monastero di Neviges alla fine di gennaio 2020 per mancanza di personale, la Comunità sacerdotale francese di San Martino ha assunto la cura del pellegrinaggio con tre sacerdoti il 1º settembre dello stesso anno.